# نوندی (تگزاس)
نوندی، تگزاس(به انگلیسی: Noonday, Texas) شهری در ایالت تگزاس از ایالات جنوبی ایالات متحده آمریکا است. در سرشماری سال ۲۰۰۰، جمعیت این شهر ۵۱۵ نفر اعلام شد.